# Ruszyca
Ruszyca, rucha – dodatkowa kara publiczna stosowana w dawnym prawie polskim za zabójstwo lub zranienie kobiety.
Karą główną za zabójstwo była w średniowieczu główszczyzna płacona rodzinie zabitego (kara prywatna). W przypadku zabójstwa kobiety, niezależnie od jej przynależności stanowej, dodatkową karą publiczną była płacona na rzecz królowej, a na Mazowszu księżnej  -  ruszyca.
W Koronie kara ta została zniesiona w 1448 r. 
Na Mazowszu, gdzie stosowano ruszycę również za zranienie kobiety, przetrwała do XVI w.,  a zanikła dopiero po inkorporacji księstwa do Korony. Nakładana była wtedy już tylko za zabójstwo lub zranienie szlachcianki. W przypadku zabójstwa była równa główszczyźnie, czyli wynosiła 60 grzywien srebra. 
Nazwa kary pochodziła od nazwy welonu (zasłony) używanego przez kobiety. 